# Martín de Azpilcueta
Martín de Azpilcueta (13 december 1491 – 1 juni 1586), of Doctor Navarrus, was een belangrijk Spaans canoniek jurist en theoloog. 
Als autoriteit erkend door zijn tijdgenoten, is hij, samen met de Dominicaanse theologen Francisco de Vitoria en Domingo de Soto, een van de meest opmerkelijke intellectuelen van de School van Salamanca. Hij was ook tevens een van de eerste economen. Azpilcueta was de eerste econoom die een monetaristische theorie ontwikkelde.

## Leven
Martín de Azpilcueta, geboren in een adellijke familie in het koninkrijk Navarra, waaraan hij zijn pseudoniem ontleende, was in 1508 een van de zeldzame studenten die werden toegelaten tot de Colegio Mayor de San Ildefonso, onlangs opgericht door kardinaal Cisneros.
Na zijn studie filosofie en theologie aan de Universiteit van Alcalá de Henares, en ongetwijfeld om redenen van politieke ballingschap, ging hij in 1516 naar de Universiteit van Toulouse om burgerlijk en kerkelijk recht te studeren. Hij behaalde daar in 1518 een doctoraat.
In 1532 ging hij naar de Universiteit van Salamanca om de leerstoel van Decretum te behalen. In 1537 werd hij houder van de eerste leerstoel van het kerkelijk recht, en leerde deze aan Diego de Covarrubias en Arias Piñel.
Op verzoek van de Keizer Karel V ging Martín de Azpilcueta naar de Universiteit van Coimbra, waar hij van 1538 tot 15551 kerkelijk recht doceerde. Daar kreeg hij een bijzondere band met Hendrik van Portugal, de toekomstige kardinaal en koning van Portugal.
Bij zijn terugkeer uit Spanje in 1555 werd hij door Filips II van Spanje belast met de verdediging van de aartsbisschop van Toledo Bartolomé Carranza, beschuldigd van ketterij en in 1559 gearresteerd door de inquisitie. Toen het proces eenmaal naar Rome was overgebracht, adviseerde hij de pausen Pius V, Gregorius XIII en Sixtus V. De eerste, om hem te bedanken en te belonen voor zijn diensten, benoemde hem tot adviseur van de Apostolische Penitentiarie Instelling en wilde hem tevergeefs tot kardinaal maken.
Toen hij in 1586 in Rome stierf, werd hij begraven in de kerk van Sant'Antonio in Campo Marzio.

## Betekenis

### Economie
Martín de Azpilcueta behandelt economische kwesties, nauw verbonden met de christelijke moraal, als expert in kerkelijk recht en theologie. Zijn economische reflecties concentreren zich op de gevolgen van de komst van grote hoeveelheden edelmetalen uit Amerika en de daaruit voortvloeiende inflatie in Europa. Hij stelde vast dat het de hoeveelheid edelmetaal in een land is die de koopkracht van geld bepaalt: hij was daarmee de eerste die de kwantitatieve theorie van geld formuleerde.
Als intellectueel verdedigt hij rente, tegen de toenmalige aanbevelingen van de katholieke kerk in, omdat hij van mening is dat geld als zodanig een waardevol goed is dat daarom met rente moet worden vergoed.

### Overeenkomstenrecht
Martín de Azpilcueta formuleerde in een rudimentaire vorm het principe van consensualisme en lanceerde een beweging die vervolgens zou worden overgenomen en ontwikkeld door andere leden van de School van Salamanca, zoals Leonardus Lessius of Pedro de Oñate.
Hij is ook geïnteresseerd in de noties van commutatieve rechtvaardigheid, juiste prijs en gelijkheid, andere pijlers van de reflecties van de School van Salamanca over contracten. Door het begrip laesio uit het Romeinse recht en het Gebod ‘Gij zult niet stelen’ breed te interpreteren, en door te overwegen dat het contract geen last mag vormen voor één van de partijen, kan de partij die er schade van zou ondervinden, restitutie verkrijgen vóór de kerkelijke rechtbanken.

### Sociale contracttheorie
Wellicht voortkomend uit de ervaring van zijn geboorteland, het koninkrijk Navarra, dat door de Castiliaanse troepen werd wreed behandeld, was Martín de Azpilcueta zeer terughoudend in het aanvaarden van het absolutisme. Net als veel andere denkers van de School van Salamanca, zoals Francisco Suárez, is hij eerder een voorstander van een contractuele visie op de monarchie waarin de macht, afkomstig van God, toebehoort aan de gemeenschap en niet aan de koning.
Hoewel het kerkelijke en wereldlijke machten, canonieke en burgerrechten, de christen en de burger strikt scheidt, erkent het niettemin de macht van de paus om in te grijpen in het wereldlijke wanneer geestelijke belangen op het spel staan, bijvoorbeeld in het geval van schending van het principe van commutatieve rechten. rechtvaardigheid in contractuele zaken. Hierin is hij een voorloper van het begrip ‘potestas indirecta in temporalibus’, dat later door Robertus Bellarminus werd verdedigd.

## Publicaties

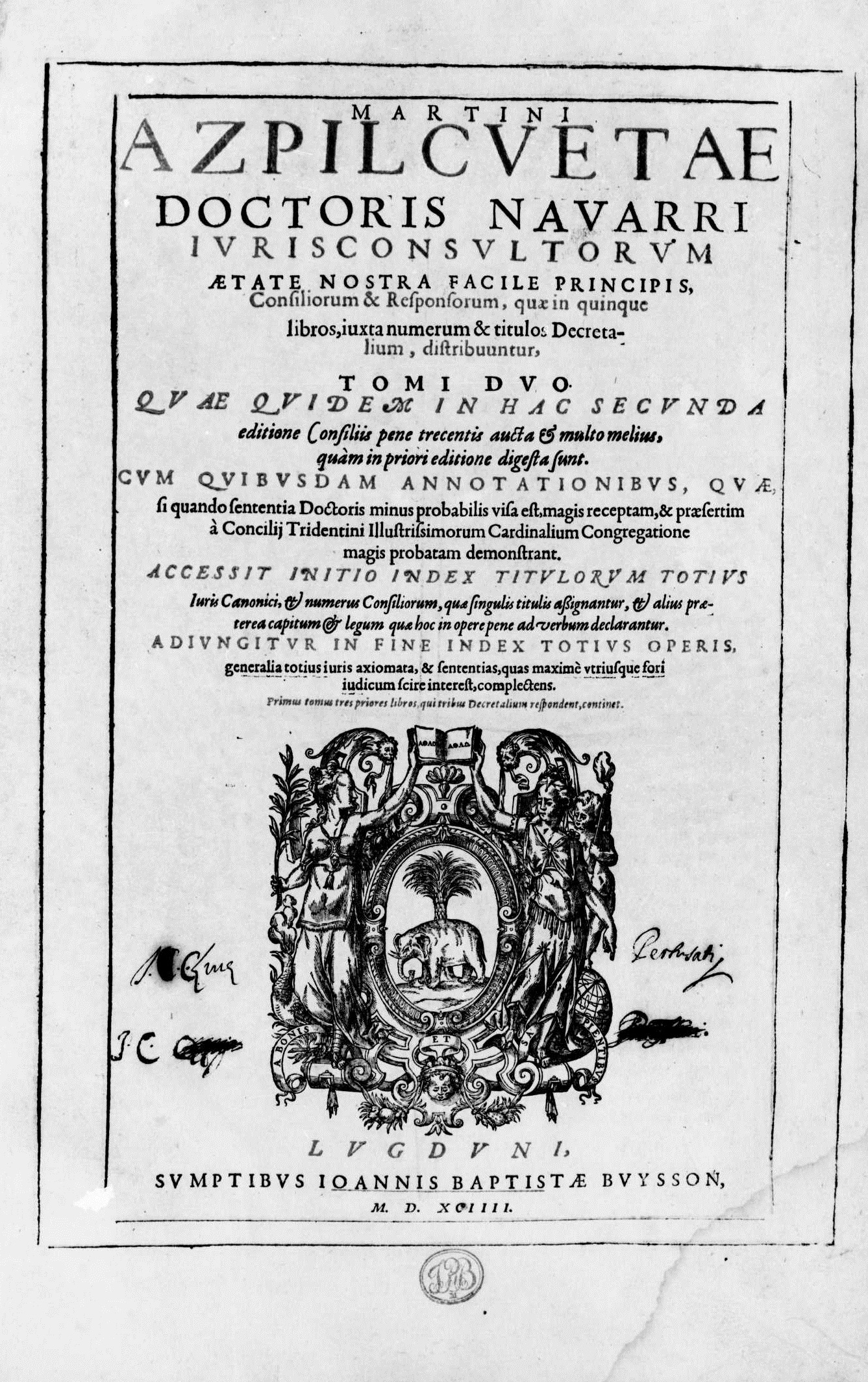
Consilia et responsa, 1594

- Comentarii de Poenitentia, Coímbra, 1542.
- Si quando de Rescriptis in causa propria. Coímbra, 1543.
- Comentario [...] sobre el capítulo Inter Verba, Coímbra, 1543.
- Relectio sive iterata praelectio [...] de resit. Spoliat, Coímbra, 1547.
- Relectio in cap. Novit [...] de iudicis, Coímbra, 1548.
- Commento o repetición del capítulo Quando de consecratione, Coímbra, 1550.
- Relectio cap. ita quorundam de Iudaeis, Coímbra, 1550.
- Relectio in Levitico, Coímbra, 1550.
- Manual de confesores y penitentes o Enchirindion confessariorum, édition portugaise, Coímbra, 1550; édition en castillan, Salamanque,  1556; Pampelune, Adrián de Amberes, 1566;
- Cinco comentarios, Salamanque, 1556.
- Comentario resolutorio de usuras, Salamanque, 1556. Pampelune, Adrián de Amberes, 1565.
- Repertorio sobre hurtos, Salamanque, 1556.
- Tratado sobre las rentas de los beneficios eclesiásticos, Valladolid, 1566.
- Adiciones al Manual de confesores, 1569.
- Commentarii in tres De Poenitentia, 1569.
- Capítulo veyte y ocho de las adiciones del Manual de confesores, Valladolid, 1570.
- Respuesta [...] a De redditibus ecclesiasticis, 1571.
- Commentarius de spoliis clericorum, Rome, 1572.
- Tratado de alabanza y murmuración, Valladolid, 1572.
- Commentarius [...] de religiones sine debito, Rome, 1574.
- Comentarius de silentio in divinis Officciis, 1580.
- Miscellanea centum de oratione,  praesertim de Psalterio et Rosario. Rome, 1586.
- Discurso del silencio que se deue guardar en los Diuinos Oficios, principalmente en el Coro, Salamanque, Pedro Lasso, 1588.
- Commentaria [...] Gregorii IX, ca. 1595.
- Consiliorum sive Responsorum Rome, 1602.
- Enajenación de las Cosas Eclesiásticas.
- Comentario sobre los expolios de los clérigos.
- Cuatro Comentarios de Regulares.
- Capitulo Humanae Aures.
- Tractatus de Finibus Humanorum Actuum.
- Tratado de Penitencia.
- Tratado de Indulgencias y Jubileo.

## Voetnoten
1. ↑  Aspilcueta, Azpilcoeta, Navarrus, Dokter Navarrus
2. 1 2 3  Decock 2018, p. 118.
3. ↑  Decock 2018, p. 117-118.
4. ↑  Decock 2013, p. 40.
5. 1 2  Decock 2018, p. 116.
6. 1 2 3  Decock 2018, p. 117.
7. ↑  Decock 2018, p. 119.
8. ↑  Decock 2018, p. 126-127.
9. ↑  Decock 2018, p. 125-126.
10. ↑  Decock 2013, p. 545-553.
11. ↑  Decock 2018, p. 127.
12. ↑  Decock 2018, p. 128.
13. ↑  Decock 2018, p. 129.
14. ↑  Decock 2013, p. 97.
15. ↑  Decock 2018, p. 130.

- Biblioteca Nacional de España: XX1056831
- Bibliothèque nationale de France: cb12113306f (data)
- Catàleg d'autoritats de noms i títols de Catalunya: 981058511478206706
- Gemeinsame Normdatei: 118944053
- International Standard Name Identifier: 0000 0001 2135 3436
- Library of Congress Control Number: n85050081
- Nationale Bibliotheek van Tsjechië: mzk2003195303
- Nationale Bibliotheek van Israël: 987007313557305171
- Nationale en Universitaire bibliotheek Zagreb: 000049872
- Nederlandse Thesaurus van Auteursnamen: 070837287
- Réseau des bibliothèques de Suisse occidentale: 02-A009314611
- Istituto Centrale per il Catalogo Unico: TO0V045999
- LIBRIS: 285672
- SNAC: w63f6mzh
- Système universitaire de documentation: 075135965
- Virtual International Authority File: 59883617
- WorldCat: E39PBJvt4kTb3DQhHwHX84RtKd